# Nekrolog 1754
Nekrolog
◄◄
| ◄
| 1750
| 1751
| 1752
| 1753
| 1754 | 1755 | 1756 | 1757 | 1758 | ► | ►►
Weitere Ereignisse | Allgemeiner Nekrolog 1754
Die Beschreibung der verstorbenen Person sollte so kurz wie möglich gehalten sein und nur deren signifikante Tätigkeit(en) enthalten.
Neue Namen ggf. auch unter dem Geburts- und Sterbedatum, also etwa unter 1. Januar und im Geburts- und Sterbejahr (2024) eintragen (nur bei entsprechender großer Wichtigkeit). Für Beispiele siehe die schon vorhandenen Artikel.
Außerdem über die fünf zuletzt Verstorbenen, zu denen es einen ausreichend guten Artikel für eine Präsentation auf der Hauptseite gibt, nach der todesbedingten Überarbeitung der Artikel ggf. auch unter Wikipedia Diskussion:Hauptseite informieren und sie am besten auch in den anderen Wikipedia-Sprachversionen eintragen. Tipp: Regelmäßig bei news.google.de nach „ist tot“, „gestorben“ oder „verstorben“ suchen.
Wenn eine Person gestorben ist, gibt es viele Seiten zu dieser Person in der Wikipedia, die davon auch betroffen sind und entsprechend aktualisiert werden müssen. Beispiele: Namenübersichtsseite, Geburtsjahr, Geburtsort-Seiten und viele mehr.
Wie finde ich die betroffenen Seiten?
Im Suchfeld auf der linken Seite gibt man den Suchbegriff so ein: „Vorname Nachname“. Dann klickt man auf Volltext und alle Seiten mit entsprechendem Suchtext werden aufgerufen. Hier sieht man dann schnell, wo auch das Todesjahr Sinn macht oder sogar ein Teil des Artikels angepasst werden muss. Auch hilft das „Werkzeug“ auf der linken Seite sehr gut, um solche Seiten aufzufinden: „Links auf diese Seite“. Somit ist die Wikipedia wieder aktuell in allen Bereichen! Hinweis: bei Eintragung der Kategorie „Gestorben JAHR“ wird der Missbrauchsfilter 49 ausgelöst, was jedoch nicht schlimm ist. Siehe: Spezial:Missbrauchsfilter/49
Dies ist eine Liste von im Jahr 1754 verstorbenen bekannten Persönlichkeiten. Die Einträge erfolgen innerhalb der einzelnen Daten alphabetisch sortiert. Tiere sind im Nekrolog für Tiere zu finden.

## Januar
| Tag        | Name                                            | Beruf, bekannt als                                      | Alter | Beleg |
| ---------- | ----------------------------------------------- | ------------------------------------------------------- | ----- | ----- |
| 2. Januar  | Gottfried Reinhold Köselitz                     | deutscher Jurist                                        | 61    |       |
| 9. Januar  | Johann Erhard Straßburger                       | deutscher Architekt des Barock                          | 78    |       |
| 10. Januar | Edward Cave                                     | britischer Drucker, Redaktor und Verleger               | 62    |       |
| 10. Januar | Anton Khünel                                    | deutscher Schattenspieler und Erfinder der Schattenoper |       |       |
| 12. Januar | Georg Sigismund Green der Jüngere               | deutscher evangelischer Theologe                        | 41    |       |
| 15. Januar | Marie Isabelle de Rohan                         | französische Aristokratin, Erzieherin des Dauphin       | 54    |       |
| 16. Januar | Philipp Wilhelm von Nesselrode und Reichenstein | Großprior des deutschen Malteserordens (1728–1754)      |       |       |
| 17. Januar | Filippo Maria Monti                             | italienischer Kardinal                                  | 78    |       |
| 20. Januar | Christian August                                | königlich dänischer General, Herzog von Augustenburg    | 57    |       |
| 28. Januar | Ludvig Holberg                                  | dänisch-norwegischer Dichter                            | 69    |       |
| Januar     | Francis Coventry                                | englischer Schriftsteller                               |       |       |

## Februar
| Tag         | Name                                            | Beruf, bekannt als                                                                              | Alter | Beleg |
| ----------- | ----------------------------------------------- | ----------------------------------------------------------------------------------------------- | ----- | ----- |
| 2. Februar  | Tilmann Joseph Godesberg                        | deutscher Priester und Offizial im Erzbistum Köln                                               | 63    |       |
| 2. Februar  | Leonhard Jennewein                              | deutscher Baumeister                                                                            |       |       |
| 5. Februar  | Nicolaus Samuelis Cruquius                      | niederländischer Wasserbauingenieur, Feldmesser und Kartograf                                   | 75    |       |
| 11. Februar | Carl Gustaf Bielke                              | schwedischer Graf                                                                               | 70    |       |
| 15. Februar | Christian Salomon Zeidler                       | sächsischer Bergmeister und Markscheider                                                        | 66    |       |
| 16. Februar | Ferdinand Ludwig von der Schulenburg-Oeynhausen | österreichischer General-Feldzeugmeister                                                        |       |       |
| 21. Februar | Johann Jakob Schnell                            | deutscher Komponist des Barock                                                                  |       |       |
| 22. Februar | Simon Todorski                                  | ukrainischer Theologe, Philologe und Übersetzer sowie Erzbischof der Russisch-orthodoxen Kirche | 52    |       |
| 23. Februar | Bernhard Heinrich Cortnum                       | deutscher Gold- und Silberschmied                                                               |       |       |
| 23. Februar | Carl Friedrich von Teubern                      | Geheimer Kriegsrat                                                                              |       |       |
| 24. Februar | Friedrich Wilhelm von Grävenitz                 | württembergischer Geheimer Rat, Oberhofmeister und Premierminister                              | 74    |       |
| 27. Februar | Karl Christian Hirsch                           | deutscher Geistlicher, Bibliograf und Kirchenhistoriker                                         | 49    |       |
| Februar     | Wilhelm Meinhard Coenen                         | Bürgermeister von Elberfeld                                                                     | 65    |       |

## März
| Tag      | Name                                  | Beruf, bekannt als                                                   | Alter | Beleg |
| -------- | ------------------------------------- | -------------------------------------------------------------------- | ----- | ----- |
| 4. März  | Otto Ernst Leopold von Limburg-Stirum | deutscher General der Kaiserlichen Armee                             | 70    |       |
| 4. März  | Leopold Philipp                       | Herzog von Arenberg, kaiserlicher Feldmarschall                      | 63    |       |
| 5. März  | Heinrich Bass                         | deutscher Mediziner                                                  | 63    |       |
| 6. März  | Henry Pelham                          | britischer Premierminister                                           | 59    |       |
| 7. März  | Christlob Mylius                      | deutscher Schriftsteller                                             | 31    |       |
| 10. März | Albrecht Jakob Zell                   | deutscher Schriftsteller und Jurist                                  | 52    |       |
| 11. März | Rabe Ludwig von Dalwigk               | Soldat                                                               | 70    |       |
| 12. März | Andreas Vestner                       | deutscher Medailleur und Stempelschneider                            | 46    |       |
| 14. März | Pierre-Claude Nivelle de La Chaussée  | französischer Dramatiker                                             | 62    |       |
| 14. März | Friedrich Otto Mencke                 | deutscher Jurist                                                     | 45    |       |
| 19. März | Giuseppe Maria Ruffo                  | italienischer Geistlicher und Erzbischof von Capua                   | 58    |       |
| 22. März | Bernhard Grassoldt                    | böhmischer Jesuit                                                    | 59    |       |
| 22. März | Johann Heinrich Peters                | deutscher Bildhauer                                                  | 57    |       |
| 23. März | Johann Jakob Wettstein                | Schweizer Theologe und Vorreiter der Textkritik des Neuen Testaments | 61    |       |
| 26. März | Wolff Jakob Lauffensteiner            | österreichischer Musiker und Komponist                               | 77    |       |
| 29. März | Jean de Natalis                       | preußischer Gouverneur des Kantons Neuenburg                         | 83    |       |

## April
| Tag       | Name                               | Beruf, bekannt als                                             | Alter | Beleg |
| --------- | ---------------------------------- | -------------------------------------------------------------- | ----- | ----- |
| 5. April  | Diamante Maria Scarabelli          | italienische Opernsängerin                                     | 78    |       |
| 6. April  | Martin Bouquet                     | französischer Kleriker und Historiker                          | 68    |       |
| 7. April  | Johann Ludwig Schlosser            | lutherischer Theologe, Hauptpastor in Hamburg                  | 51    |       |
| 8. April  | José de Carvajal y Lancaster       | spanischer Politiker und Ministerpräsident                     | 56    |       |
| 9. April  | Christian Wolff                    | deutscher Universalgelehrter und Philosoph                     | 75    |       |
| 15. April | Jacopo Riccati                     | italienischer Mathematiker                                     | 77    |       |
| 19. April | Ferdinando Antonio Lazzari         | italienischer Organist und Komponist                           | 76    |       |
| 24. April | Johann Gottfried Michaelis         | sächsischer Hofopticus und Kirchner                            | 77    |       |
| 25. April | Jobst Ludwig Adam von Oldershausen | deutscher Freiherr, Jurist und Landdrost                       | 53    |       |
| 27. April | Karoline von Fuchs-Mollard         | österreichische Erzieherin und Obersthofmeisterin              | 79    |       |
| 28. April | Hans Christoph von Jeetze          | preußischer Generalmajor und Chef des Garnisonsregiments Nr. 7 | 59    |       |
| 29. April | Giovanni Battista Piazzetta        | italienischer Maler und Radierer                               | 72    |       |
| 29. April | Alessandro Tanara                  | italienischer Geistlicher und Kardinal der Römischen Kirche    | 73    |       |
| 30. April | Maria Teresa Felicita d’Este       | durch Heirat Herzogin von Penthièvre                           | 27    |       |
| 30. April | Bernat Tria                        | katalanischer Priester, Kapellmeister und Komponist            |       |       |

## Mai
| Tag     | Name                       | Beruf, bekannt als                                                                                             | Alter | Beleg |
| ------- | -------------------------- | --- | ----- | ----- |
| 2. Mai  | Wenzel Chotek von Chotkow  | österreichischer Statthalter im Königreich Böhmen                                                              | 80    |       |
| 3. Mai  | Joachim Daniel von Jauch   | deutscher Ingenieuroffizier und Architekt                                                                      | 66    |       |
| 7. Mai  | Johann Christian von Lossa | sächsischer Kaufmann und Unternehmer                                                                           | 61    |       |
| 10. Mai | Georg Friedrich Harpprecht | deutscher Rechtswissenschaftler                                                                                | 77    |       |
| 10. Mai | Samuel Walther             | deutscher Schriftsteller, Pädagoge, Historiker und zugleich Mitglied der Preußischen Akademie der Wissenschaft | 75    |       |
| 11. Mai | Fortunato da Brescia       | italienischer Theologe, Franziskaner und Philosoph                                                             | 52    |       |
| 14. Mai | Johann Wolfgang von Flüe   | Schweizer Offizier und Politiker                                                                               | 62    |       |
| 16. Mai | Giovanni Carlo Clari       | italienischer Kapellmeister und Komponist                                                                      | 76    |       |
| 18. Mai | Pierre Lefort              | russischer General                                                                                             | 78    |       |
| 23. Mai | Johann Gerhard Pagendarm   | deutscher evangelischer Theologe                                                                               | 72    |       |
| 23. Mai | Sophie Eleonore Walther    | deutsche Schriftstellerin und Übersetzerin                                                                     | 31    |       |
| 23. Mai | John Wood der Ältere       | britischer Baumeister                                                                                          |       |       |
| 25. Mai | Friedrich Saturgus         | deutscher Unternehmer und Mäzen in Königsberg                                                                  | 57    |       |
| 31. Mai | Joshua Fry                 | britisch-amerikanischer Geodät, Politiker und Soldat                                                           |       |       |

## Juni
| Tag      | Name                      | Beruf, bekannt als                                          | Alter | Beleg |
| -------- | ------------------------- | ----------------------------------------------------------- | ----- | ----- |
| 7. Juni  | Nicolai Eigtved           | dänischer Architekt und Baumeister                          | 53    |       |
| 9. Juni  | Louis Caravaque           | französischer Maler                                         | 70    |       |
| 12. Juni | Johann Friedrich Nolte    | deutscher Pädagoge und Philologe                            | 59    |       |
| 12. Juni | Georg Wolfgang Krafft     | deutscher Physiker                                          |       |       |
| 16. Juni | Peter Paul Perwanger      | österreichischer Barockmaler                                |       |       |
| 17. Juni | Johann Peter Tappen       | deutscher Jurist und Bürgermeister von Hannover (1717–1719) | 76    |       |
| 21. Juni | Johann Baptist Martinelli | österreichischer Architekt                                  | 52    |       |
| 22. Juni | Nicolas Siret             | französischer Komponist, Organist und Cembalist             | 91    |       |
| 27. Juni | Rudolph von Laubsky       | württembergisch-preußischer General                         |       |       |
| 28. Juni | Martin Folkes             | englischer Numismatiker und Mathematiker                    | 63    |       |

## Juli
| Tag      | Name                                 | Beruf, bekannt als | Alter | Beleg |
| -------- | ------------------------------------ | --- | ----- | ----- |
| 4. Juli  | Philippe Néricault Destouches        | französischer Lustspieldichter und Dramatiker                                                                           | 74    |       |
| 7. Juli  | Frances Seymour, Duchess of Somerset | britische Adlige und Dichterin                                                                                          | 55    |       |
| 21. Juli | Joseph Saint-Pierre                  | französischer Architekt                                                                                                 |       |       |
| 27. Juli | Christoph Ernst von Roeder           | preußischer Oberst, Chef des Garnisons-Regiments Nr. 2, Amtshauptmann von Barthen, Erbherr von Metgethen und Tranckwitz |       |       |

## August
| Tag        | Name                               | Beruf, bekannt als                                       | Alter | Beleg |
| ---------- | ---------------------------------- | -------------------------------------------------------- | ----- | ----- |
| 5. August  | James Gibbs                        | schottischer Architekt                                   | 71    |       |
| 6. August  | Jacob Gabriel Wolff                | deutscher Rechtswissenschaftler und Kirchenlieddichter   |       |       |
| 11. August | Johann Georg Adam von Hoheneck     | oberösterreichischer Genealoge, Historiker und Politiker | 85    |       |
| 13. August | Jobst Moritz Droste zu Senden      | Landkomtur des Deutschen-Ritterordens                    | 88    |       |
| 14. August | Maria Anna von Österreich          | Erzherzogin von Österreich und Königin von Portugal      | 70    |       |
| 17. August | Hans Christoph Friedrich von Hacke | preußischer General                                      | 54    |       |
| 19. August | Johann Georg Pertsch               | deutscher Jurist und Hochschullehrer                     | 60    |       |
| 29. August | Georg Martin Preissler             | deutscher Maler und Kupferstecher                        | 53    |       |

## September
| Tag           | Name                                 | Beruf, bekannt als                                                 | Alter | Beleg |
| ------------- | ------------------------------------ | ------------------------------------------------------------------ | ----- | ----- |
| 1. September  | Carl Georg Siöblad                   | schwedischer Admiral                                               | 70    |       |
| 2. September  | Chrysostomus Hanthaler               | zisterziensischer Historiker                                       | 64    |       |
| 6. September  | Carlo Chiabrano                      | italienischer Violinist und Komponist                              | 31    |       |
| 11. September | Reimar Julius von Schwerin           | preußischer Generalleutnant, Chef des Dragoner-Regiments Nr. 2     | 59    |       |
| 15. September | Georg-Dietrich von Puttkamer         | deutscher Offizier und Königlich polnischer General der Infanterie | 73    |       |
| 16. September | Joachim Beccau                       | deutscher Dichter und Opernlibrettist                              | 64    |       |
| 17. September | Friedrich Christian Lesser           | deutscher evangelischer Theologe und Historiker                    | 62    |       |
| 18. September | Charles-Antoine Leclerc de La Bruère | französischer Dramen-Autor und Historiker                          |       |       |
| 19. September | Johann Peter van Ghelen              | österreichischer Buchdrucker und Verleger                          |       |       |
| 22. September | Rudolf Franz Erwein von Schönborn    | deutscher Politiker, Diplomat und Komponist                        | 76    |       |

## Oktober
| Tag         | Name                            | Beruf, bekannt als                                                             | Alter | Beleg |
| ----------- | ------------------------------- | ------------------------------------------------------------------------------ | ----- | ----- |
| 1. Oktober  | Johann Christian Klemm          | deutscher evangelischer Theologe, Philosoph und Philologe                      | 65    |       |
| 4. Oktober  | Tanaghrisson                    | Führer der irokesischen Seneca im oberen Ohio-Tal                              |       |       |
| 6. Oktober  | Adam Falckenhagen               | deutscher Lautenist                                                            | 57    |       |
| 8. Oktober  | Henry Fielding                  | englischer Romanautor, Satiriker, Dramatiker, Journalist und Jurist            | 47    |       |
| 13. Oktober | Johann Gottlob Horn             | deutscher Historiker                                                           | 73    |       |
| 13. Oktober | Hark Olufs                      | Amrumer Seefahrer                                                              |       |       |
| 15. Oktober | Christian Ludwig von Löwenstern | deutscher Maler, Dichter und Komponist                                         | 53    |       |
| 19. Oktober | August Garlichs                 | Regierungsrat, Deichgraf                                                       | 60    |       |
| 19. Oktober | Conrad Widow                    | deutscher Jurist, Ratsherr und Bürgermeister der Freien und Hansestadt Hamburg | 68    |       |
| 23. Oktober | Ferdinand von Kerssenbrock      | Dompropst und Metropolitanvikar in Osnabrück                                   | 78    |       |
| 28. Oktober | Friedrich von Hagedorn          | deutscher Dichter                                                              | 46    |       |
| Oktober     | Johann Christian Hertel         | deutscher Gambist und Komponist                                                |       |       |

## November
| Tag          | Name                                      | Beruf, bekannt als                        | Alter | Beleg |
| ------------ | ----------------------------------------- | ----------------------------------------- | ----- | ----- |
| 3. November  | Brownlow Cecil, 8. Earl of Exeter         | britischer Peer und Politiker             | 53    |       |
| 3. November  | Henning Flügge                            | deutscher lutherischer Theologe           | 71    |       |
| 9. November  | Johann Christoph Frauenholtz              | deutscher Komponist, Musiker und Dichter  | 70    |       |
| 10. November | Johann Konrad Rätzel                      | deutscher Ostindienreisender und Sammler  |       |       |
| 12. November | Joseph Benedikt von Rost                  | Bischof von Chur                          | 58    |       |
| 13. November | Adam Friedrich von Löwenfinck             | deutscher Porzellan- und Fayencemaler     |       |       |
| 18. November | Arnold Greve                              | evangelischer Theologe und Historiker     | 54    |       |
| 24. November | Herman Cedercreutz                        | schwedischer Graf, Reichsrat und Diplomat | 70    |       |
| 25. November | Johann Andreas von Franken-Siersdorf      | Generalvikar in Köln                      | 58    |       |
| 25. November | Karl Philipp von Greiffenclau zu Vollrads | Fürstbischof von Würzburg                 | 63    |       |
| 27. November | Abraham de Moivre                         | französischer Mathematiker                | 87    |       |

## Dezember
| Tag          | Name                                           | Beruf, bekannt als                                 | Alter | Beleg |
| ------------ | ---------------------------------------------- | -------------------------------------------------- | ----- | ----- |
| 1. Dezember  | Jean Joseph Vinache                            | französischer Bildhauer                            |       |       |
| 3. Dezember  | Karl Emanuel von Wattenwyl                     | Schweizer Jurist und Schultheiss von Bern          |       |       |
| 8. Dezember  | Charlotte Cavendish, Marchioness of Hartington | britische Adlige                                   | 23    |       |
| 10. Dezember | Philipp Joachim von Prassberg                  | Großprior des deutschen Malteserordens (1754–1754) | 75    |       |
| 12. Dezember | Wu Jingzi                                      | chinesischer Dichter                               |       |       |
| 13. Dezember | Mahmud I.                                      | Sultan des Osmanischen Reiches                     | 58    |       |
| 19. Dezember | Georg Anton Gumpp                              | österreichischer Architekt                         | 72    |       |
| 22. Dezember | Willem van Keppel, 2. Earl of Albemarle        | britischer Offizier und Botschafter                | 52    |       |
| 22. Dezember | Jakob Oeckhl                                   | österreichischer Baumeister des Barock             |       |       |
| 24. Dezember | Benjamin Lindner                               | deutscher Geistlicher, Pietist und Schriftsteller  | 60    |       |
| 25. Dezember | John Leveson-Gower, 1. Earl Gower              | britischer Politiker                               | 60    |       |
| 27. Dezember | Charles Craven                                 | Gouverneur South Carolinas                         |       |       |
| Dezember     | Peter Plücker                                  | Bürgermeister von Elberfeld                        | 66    |       |

## Datum unbekannt
| Tag | Name                                   | Beruf, bekannt als                                                                                          | Alter | Beleg |
| --- | -------------------------------------- | --- | ----- | ----- |
|     | Giovanni Biagio Amico                  | italienischer Architekt                                                                                     |       |       |
|     | Albrecht Siegmund Friedrich von Barfus | preußischer Landrat                                                                                         |       |       |
|     | François Boch                          | Eisengießer, Gründer der Porzellanmanufaktur Jean-François Boch et Frères                                   |       |       |
|     | Germain Boffrand                       | französischer Architekt                                                                                     |       |       |
|     | Camillo Camilli                        | italienischer Geigenbauer                                                                                   |       |       |
|     | Nicola Conti                           | italienischer Komponist der neapolitanischen Schule des Spätbarock                                          |       |       |
|     | John Jefferys                          | englischer Uhrmacher                                                                                        |       |       |
|     | Gaetano Maria Schiassi                 | italienischer Komponist und Violinist                                                                       |       |       |
|     | Philipp Schweitzer                     | deutscher Glockengießer                                                                                     |       |       |
|     | Bartholomäus Seuter                    | Goldarbeiter, Emailleur, Porzellan- und Fayencemaler und -händler, Seidenfärber, Kupferstecher und Verleger |       |       |
|     | Václav Spourný                         | tschechischer Komponist                                                                                     |       |       |
|     | Johann Adam Tresenreuter               | deutscher evangelisch-lutherischer Theologe                                                                 |       |       |
|     | Giselher von Warneck                   | deutscher Ingenieur und Architekt                                                                           |       |       |